# Galeandra styllomisantha
Galeandra styllomisantha är en orkidéart som först beskrevs av Vell., och fick sitt nu gällande namn av Frederico Carlos Hoehne. Galeandra styllomisantha ingår i släktet Galeandra och familjen orkidéer. Inga underarter finns listade i Catalogue of Life.

## Bildgalleri

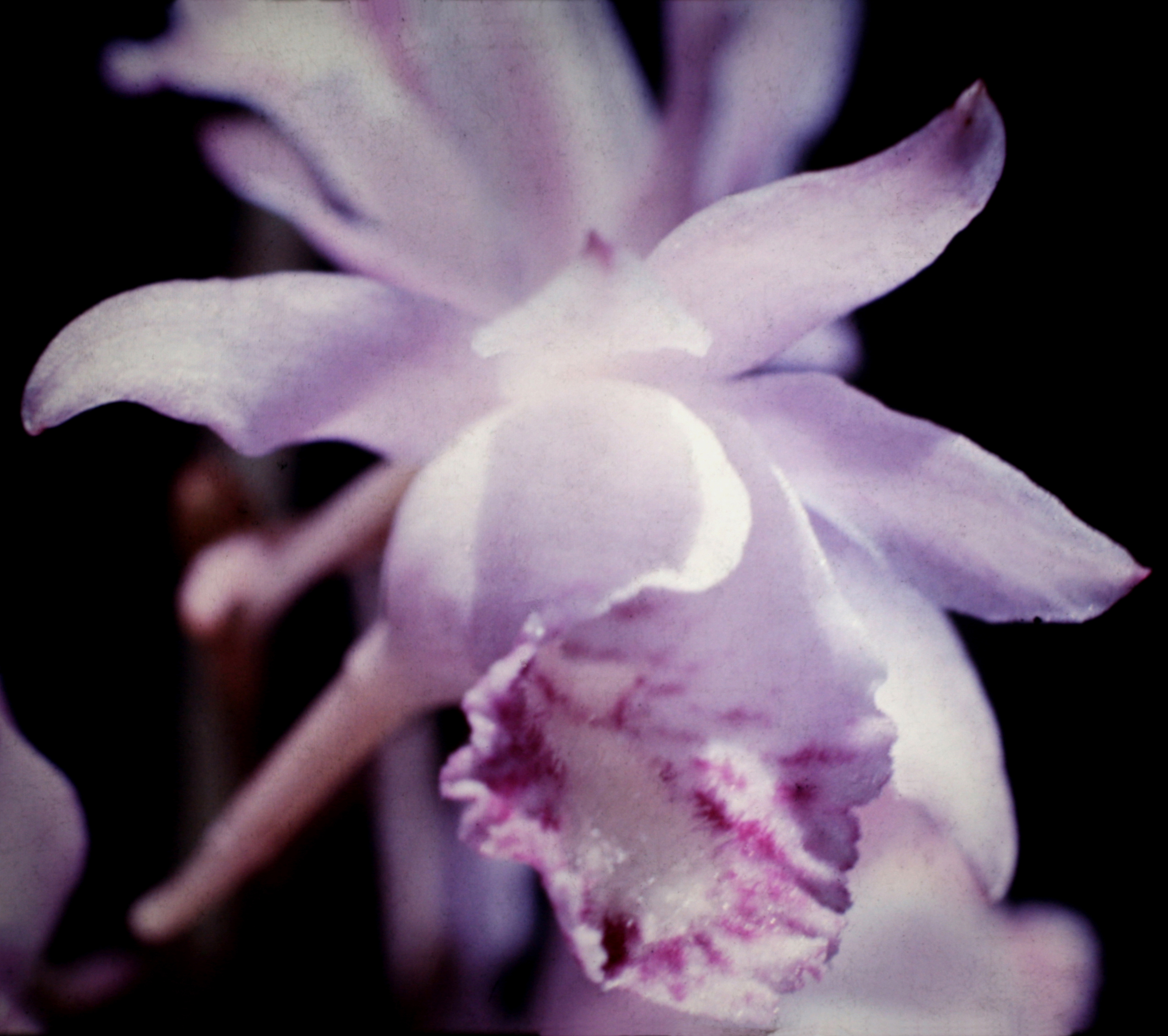
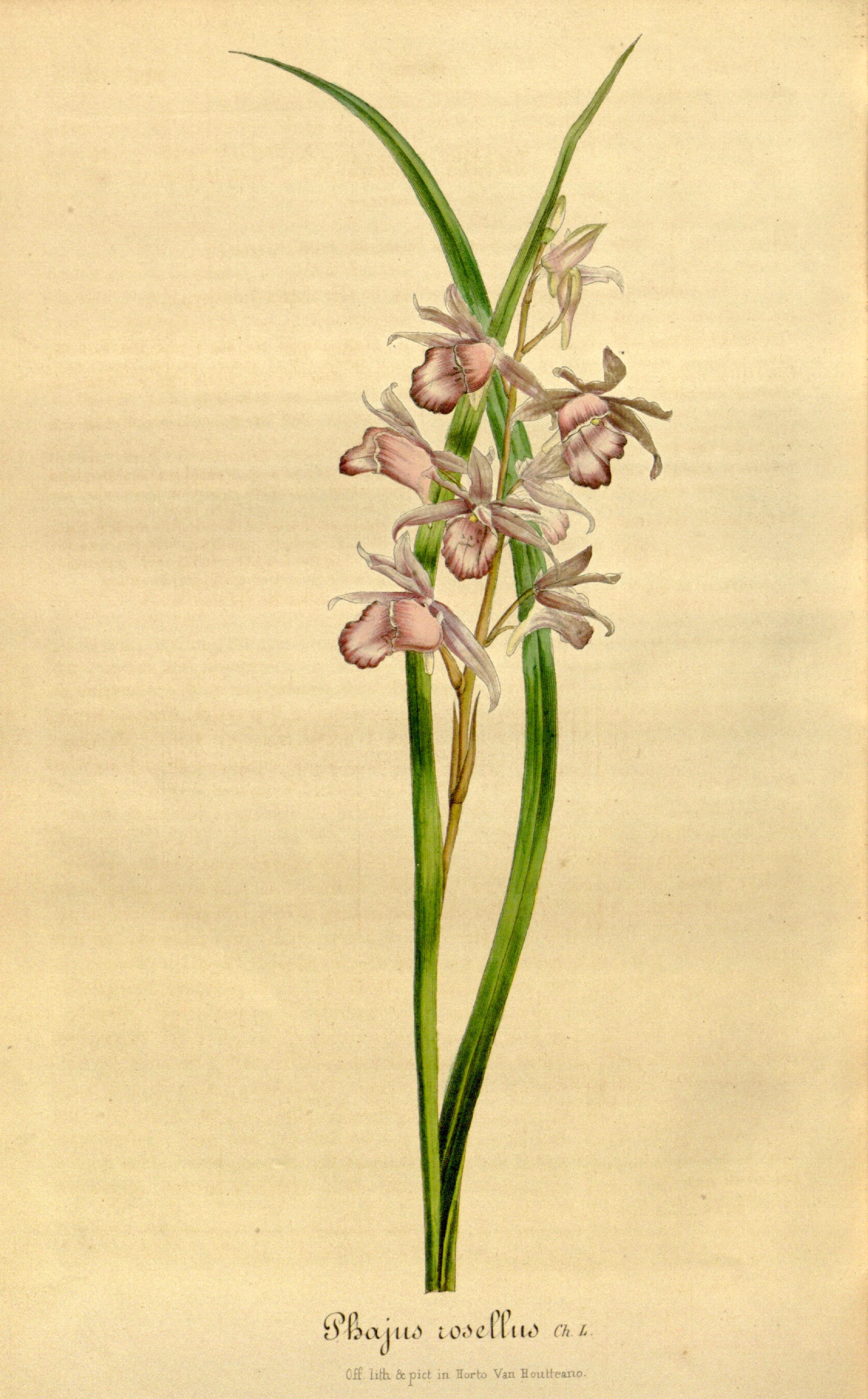